# János Göröcs
János Göröcs, född 8 maj 1939 i Gánt i Fejér, död 23 februari 2020 i Budapest, var en ungersk fotbollsspelare (mittfältare) och tränare.
Mellan 1958 och 1970 spelade Göröcs 62 landskamper i det ungerska landslaget, i vilka han totalt noterades för 19 gjorda mål. Han blev olympisk bronsmedaljör i fotboll vid sommarspelen 1960 i Rom. 1985–1988 var han tränare för Újpest FC.